# Helmar Müller
Helmar Müller   (Sombor, 11 d'agost de 1939 - 9 de juny de 2023) fou un atleta alemany, especialista en els 400 metres, que va competir durant les dècades de 1960 i 1970.
El 1968 va prendre part en els Jocs Olímpics d'Estiu de Ciutat de Mèxic, on va disputar dues proves del programa d'atletisme. Formant equip amb Manfred Kinder, Gerhard Hennige i Martin Jellinghaus va guanyar la medalla de bronze en els 4×400 metres, mentre en els 400 metres quedà eliminat en semifinals.
En el seu palmarès també destaca una medalla de bronze del Campionat d'Europa d'atletisme en pista coberta de 1970 i una medalla d'or i una de plata a les Universíades de 1967.

## Millors marques
- 400 metres. 45.7" (1968)[4]